# Ectinohoplia puella
Ectinohoplia puella är en skalbaggsart som beskrevs av S. Endrödi 1952. Ectinohoplia puella ingår i släktet Ectinohoplia och familjen Melolonthidae. Inga underarter finns listade i Catalogue of Life.